# Ao Vivo - Nosso Amor ao Armagedon
Ao Vivo - Nosso Amor ao Armagedon é o primeiro álbum ao vivo da cantora brasileira Angela Ro Ro, lançado em 1993 pela gravadora Som Livre. Gravado ao vivo, em 10 de fevereiro de 1993, durante o Show de Angela Ro Ro na casa noturna carioca Jazzmania. O álbum traz composições inéditas como Nosso Amor ao Armagedon e Quero Mais, e também interpretações inéditas como Vida e Joana Francesa de Chico Buarque. Na versão do álbum lançada em CD foram incluídas as canções All the Way (Cahn / Van Heusen), Embraceable You (Ira Gershwin / George Gershwin), Se Você Voltar (Angela Ro Ro / Antonio Adolfo) e Senza Fine (G. Paoli).

## Faixas
| #  | Título                  | Composição                     |
| -- | ----------------------- | ------------------------------ |
| 1  | Fogueira                | Angela Ro Ro                   |
| 2  | Nosso Amor ao Armagedon | Angela Ro Ro                   |
| 3  | Quero Mais              | Ana Terra / Angela Ro Ro       |
| 4  | Vida                    | Chico Buarque                  |
| 5  | De Todas as Maneiras    | Chico Buarque                  |
| 6  | Simples Carinho         | João Donato / Abel Silva       |
| 7  | Querem Nos Matar        | Sérgio Bandeyra / Angela Ro Ro |
| 8  | Joana Francesa          | Chico Buarque                  |
| 9  | Ne Me Quitte Pas        | Jacques Brel                   |
| 10 | Cobaias de Deus         | Angela Ro Ro / Cazuza          |
| 11 | Night And Day           | Cole Porter                    |
| 12 | Amor, Meu Grande Amor   | Ana Terra / Angela Ro Ro       |